# Teorema de Earnshaw
El teorema de Earnshaw establece que un conjunto de cargas puntuales no se puede mantener en un estado de equilibrio mecánico estacionario exclusivamente mediante la interacción electrostática de las cargas. Este teorema fue probado en 1842 por primera vez por el matemático británico Samuel Earnshaw (1805-1888). Por lo general hace referencia a los campos magnéticos, pero en su formulación original se aplicó a los campos electrostáticos. Se aplica a las fuerzas de la ley de la inversa del cuadrado (eléctrica y gravitacional) y, también, a las fuerzas de campo magnético de materiales magnéticos y paramagnéticos o a cualquier combinación de ellos (excepto a los materiales diamagnéticos).

## Explicación
Informalmente, el caso de una carga puntual en un campo eléctrico estático arbitrario es una simple consecuencia de la ley de Gauss. Para una partícula que esté en un equilibrio estable, las pequeñas perturbaciones sobre la partícula en cualquier dirección no deben romper el equilibrio, y la partícula debe "caer" a su posición anterior. Esto significa que las líneas de campo de fuerza alrededor de la posición de equilibrio de la partícula deben ir hacia el interior, hacia esa posición. Si todas las líneas de campo apuntan hacia el punto de equilibrio, entonces la divergencia del campo en ese punto debe ser negativa (es decir, que actúa como sumidero de punto). Sin embargo, la ley de Gauss dice que la divergencia de un campo de cualquier fuerza eléctrica posible es cero en el espacio libre.
En notación matemática, una fuerza eléctrica {\displaystyle {\vec {F}}({\vec {r}})} que se deriva de un potencial {\displaystyle U({\vec {r}})} en el espacio libre tendrá siempre divergencia nula (ecuación de Laplace):

{\displaystyle {\vec {\nabla }}\cdot {\vec {F}}={\vec {\nabla }}\cdot (-{\vec {\nabla }}U)=-\nabla ^{2}U=0.\,}

Por lo tanto, no hay mínimo o máximo local del potencial del campo en el espacio libre, solo puntos de silla. No puede existir un equilibrio estable de la partícula y debe haber una inestabilidad en al menos una dirección.